# Sanjay Lumpkin
 Sanjay Shah Lumpkin (Wayzata, Minnesota, 29 de abril de 1994) es un baloncestista estadounidense que pertenece a la plantilla del College Park Skyhawks de la G League. Con 1,98 metros de estatura, juega en la posición de alero.

## Trayectoria deportiva

### Universidad
Tras una temporada que se la perdió casi por completo por culpa de las lesiones, jugó cuatro temporadas completas más con los Wildcats de la Universidad Northwestern, en las que promedió 4,4 puntos, 4,6 rebotes y 1,2 asistencias por partido.

### Profesional
Tras no ser elegido en el Draft de la NBA de 2017, disputó las Ligas de Verano de la NBA con los New Orleans Pelicans, promediando 1,4 puntos y 1,8 rebotes en los cinco partidos en los que jugó. En el mes de agosto firmó su primer contrato profesional con los Leuven Bears de la Pro Basketball League belga. Jugó una temporada, en la que promedió 10,3 puntos y 4,2 rebotes por partido.
Al comienzo de la temporada siguiente fue elegido en el puesto 21 de la primera ronda del Draft de la G League, donde en su primera temporada promedió 6,0 puntos y 3,0 rebotes por partido.
Tras el traslado de los Bayhawks para convertirse en los College Park Skyhawks, Lumpkin volvería a formar parte del equipo en la temporada 2019-20.